# Rugby-Union-Nationalmannschaft der Cookinseln
Die Rugby-Union-Nationalmannschaft der Cookinseln repräsentiert die Cookinseln in der Rugby Union. Das Team ist vom International Rugby Board (IRB) als Nationalmannschaft der dritten Kategorie eingestuft.
Anfang der 1990er Jahre begann die Mannschaft auch international zu spielen. Für die Rugby-Union-Weltmeisterschaft konnte man sich aber bisher nicht qualifizieren.

## Geschichte
Die Cookinseln spielten ihr erstes internationales Spiel am 1. September 1971 gegen Samoa. Man verlor knapp mit 24:18. Am darauffolgenden Tag gelang der erste Sieg gegen die Nationalmannschaft von Wallis und Futuna, ehe man wiederum einen Tag später der Mannschaft Samoas ein zweites Mal unterlag.
Erst neun Jahre später, im Jahr 1980, trat wieder eine Nationalmannschaft der Cookinseln international an. Gegen die auf einer Tour befindliche Mannschaft Italiens verlor man in einer engen Partie knapp mit 6:15. 1983 verlor man abermals in einem Testmatch gegen die Auswahl Samoas.
Seit 1996 spielt man regelmäßig gegen die Nationalmannschaften Papua-Neuguineas, Niues und Tahitis.
Trotz dreier Teilnahmen an der Qualifikation zur Rugby-Union-Weltmeisterschaft zwischen 1999 und 2007 konnten man sich bisher nicht qualifizieren. Zuletzt scheiterte man deutlich an Tonga in der vierten Runde der Ozeanien-Qualifikation.
Nachdem man 2013 in einem spannenden Finale Papua-Neuguinea mit 37:31 besiegte und somit den Oceania Cup gewinnen konnte, qualifizierte sich der kleine Inselstaat für das Playoff gegen Fiji. Der Sieger dieses Matchs würde den festen Ozeanien zustehenden Platz in der Weltmeisterschaft bekommen. Die Cookinseln spielten zwei Matchs zur Vorbereitung in Neuseeland, man verlor aber beide. Gegner waren Thames Valley und eine Blues Development-Mannschaft. Das Spiel fand am 28. Juni 2014 in Fidschi statt. Dies war die größte Möglichkeit im Leben all dieser Männer von den Cookinseln, aber das Team aus Fidschi war über 30 Plätze vor ihnen in der Weltrangliste eingetragen und ließ den Cookinseln keine Chance. Das Schlussresultat war 108:6 für Fiji, die sich damit wieder für die Weltmeisterschaft qualifizieren konnten. Es war das größte Match, den die Cookinseln jemals bestritten hatten und wurde ihre größte Niederlage. Über die gesamte Vorbereitung und den Match der Cookinseln gibt es einen Dokumentarfilm, der noch nicht veröffentlicht worden ist (Stand: Juli, 2014). Er wird „One more Win“ heißen.

## Teilnahmen an Weltmeisterschaften
- 1987 nicht teilgenommen
- 1991 nicht teilgenommen
- 1995 nicht teilgenommen
- 1999 2. Qualifikationsrunde
- 2003 3. Qualifikationsrunde
- 2007 4. Qualifikationsrunde
- 2011 1. Qualifikationsrunde
- 2015 Playoff-Runde